# Chionactis occipitalis
Chionactis occipitalis là một loài rắn trong họ Rắn nước. Loài này được Hallowell mô tả khoa học đầu tiên năm 1854.

## Hình ảnh

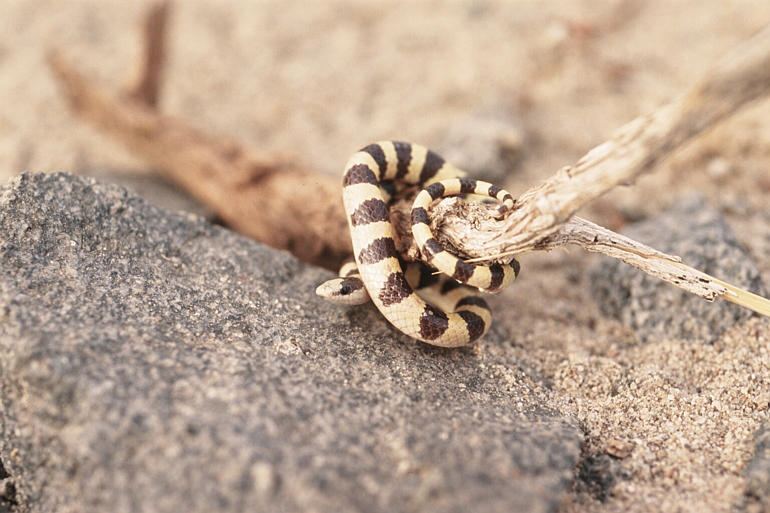
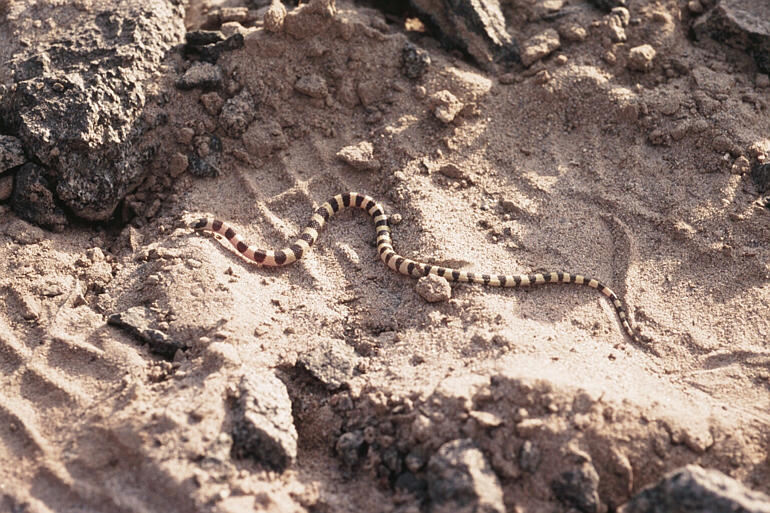
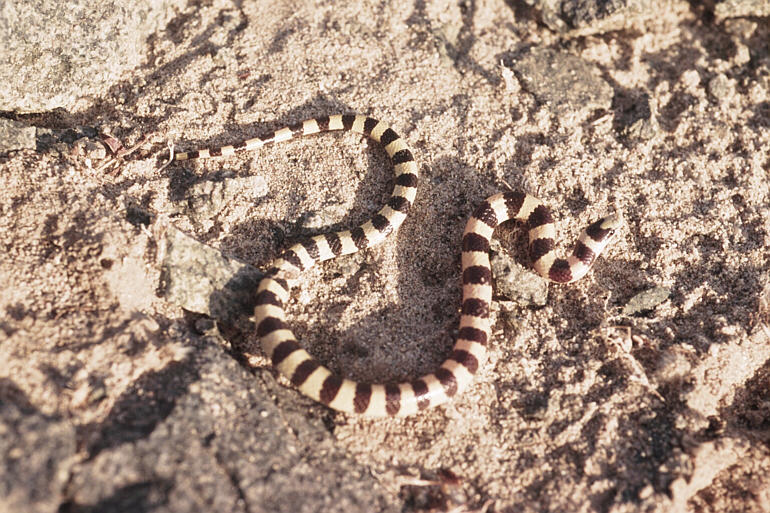
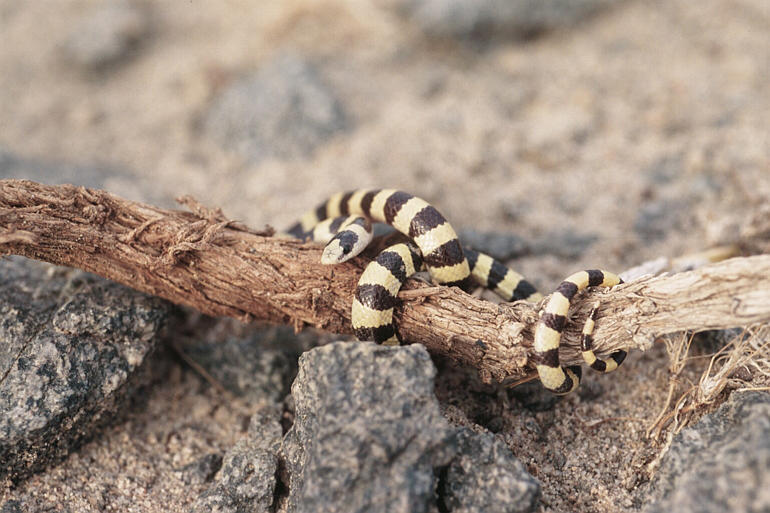